# Rise Up (Yves Larock)
Rise Up is een nummer van de Zwitserse dj en producer Yves Larock. Het is de eerste single van Larock's gelijknamige debuutalbum.
Het nummer werd in veel Europese landen de zomerhit van 2007. Het haalde de 13e positie in Larock's thuisland Zwitserland. In de Nederlandse Top 40 was het goed voor een 5e positie en in de Vlaamse Ultratop 50 voor een 10e positie.